# Ferônia (mitologia)

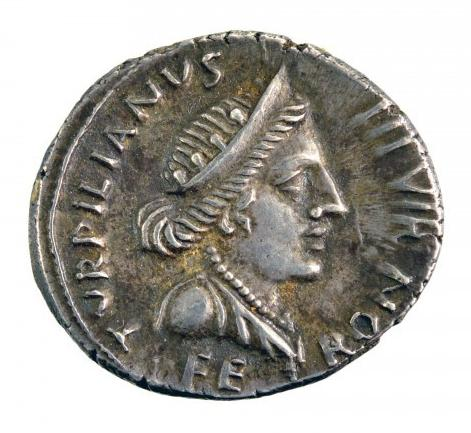
Denário da época de Augusto, em prata, cunhado pelo magistrado monetário Petronius Turpillianus. À direita, o busto de perfil da deusa Ferônia coroada com um diadema, vestida com uma cortina/drapeado, um colar no pescoço. Legenda: TURPILLIANUS III VIR FE RON ("Turpillianus sendo um magistrado triúnviro monetário, em Ferônia")

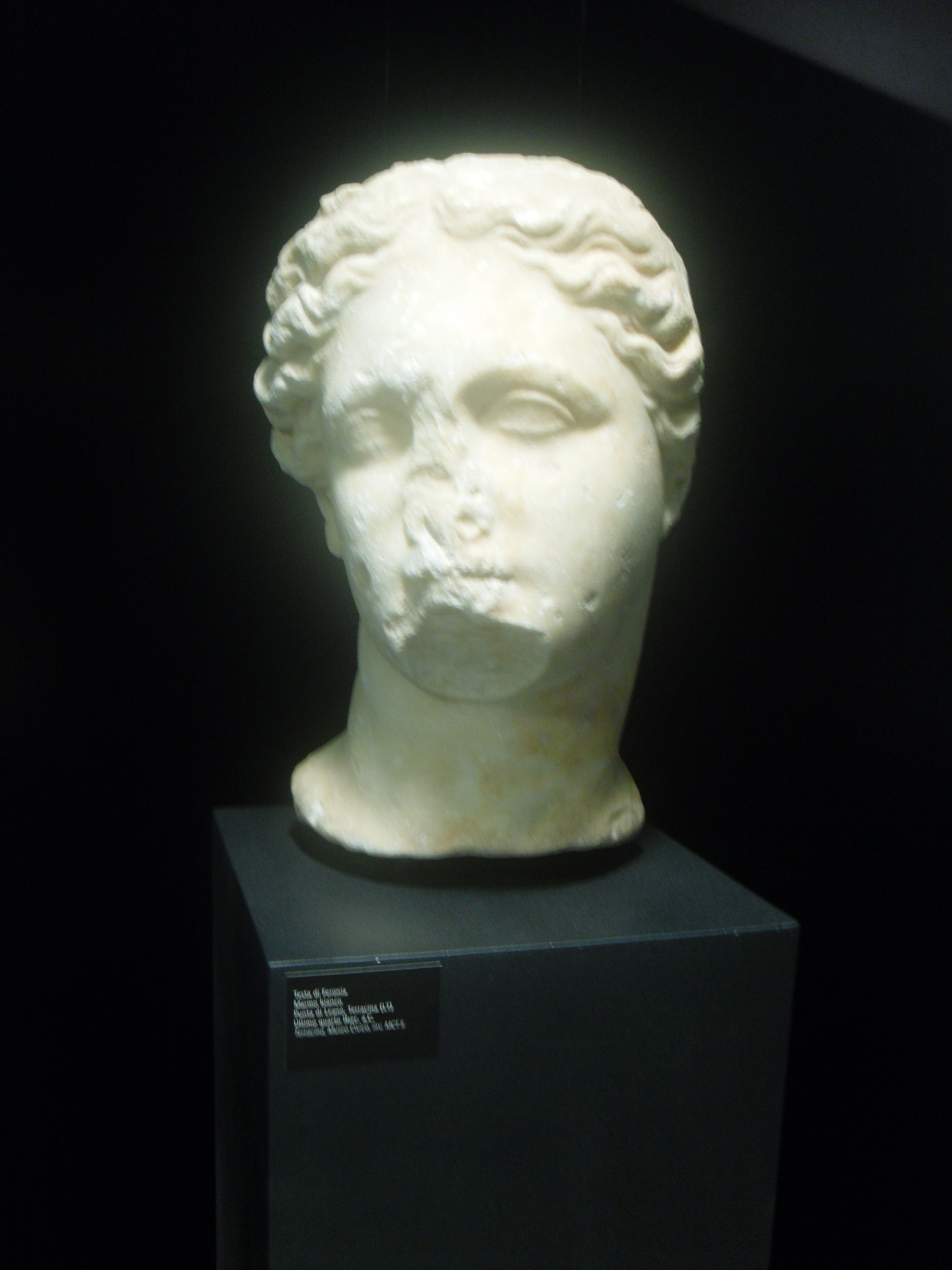
Cabeça de Ferônia encontrada em Punta di Leano (Terracina) e preservada no "Museu da Cidade de Terracina". Datado do último quartel do século II a.C.

Ferônia, segundo a mitologia romana, era uma deusa da fertilidade, honrada tanto pelos romanos quanto pelos sabinos.

## História
Ferônia era uma deusa de origem itálica, protetora das matas e das plantações, celebrada pelos enfermos e pelos escravos que conseguiam se libertar.
Entre os lugares sagrados a ela dedicados estão Scorano, hoje uma fração de Capena, onde fica o Lucus Feroniae, o santuário principal;  seguido por Trebula Mutuesca (hoje Monteleone Sabino), Terracina, Praeneste (hoje Palestrina), Etrúria e a área sagrada de Largo di Torre Argentina (templo C) em Roma. Ferônia presumivelmente também deu seu nome a uma localidade na Sardenha (talvez perto da atual Posada) mencionada em muitos documentos antigos, mas nunca identificada com precisão.
Conta-se que foi mãe de Erulo, a quem conseguiu adquirir três corpos e três almas. Quando Evandro matou Erulo, de fato, ele teve que repetir a operação três vezes.
A popularidade de Feronia nas regiões da Itália central é testemunhada por inúmeras inscrições. Em San Severino Marche um teatro leva seu nome porque um templo dedicado a ela deve ter sido encontrado nas proximidades; na aldeia de Monticchio de Áquila ainda existe uma estátua com inscrições dedicadas a ela; a capital de Abruzzo é também o local da mais antiga evidência da celebração da Feronia. Em Narni, na praça da Rocca Albornoziana construída em 1367 para fins militares a mando do cardeal Gil Álvares de Albornoz, existe uma antiga cisterna para recolha de água que pré-existia ao reduto: a cisterna foi erguida num local então sagrado, em tempos pré-romanos, dedicado à deusa Ferônia.
Ela foi considerada por alguns como a paredra do deus Soranus e também identificada com a divindade etrusca Cavatha.